# Ади (Вашингтон)
Ади (енгл. Addy) насељено је место без административног статуса у америчкој савезној држави Вашингтон.

## Демографија
По попису из 2010. године број становника је 268.
| Група             | 2000.    | 2010.       |
| Белци             | 0 (0,0%) | 222 (82,8%) |
| Афроамериканци    | 0 (0,0%) | 1 (0,4%)    |
| Азијати           | 0 (0,0%) | 0 (0,0%)    |
| Хиспаноамериканци | 0 (0,0%) | 8 (3,0%)    |
| Укупно            | 0        | 268         |